# Bonnœuvre
Bonnœuvre (bretonsko Banvre) je naselje in občina v francoskem departmaju Loire-Atlantique regije Loire. Leta 2012 je naselje imelo 558 prebivalcev.

## Geografija
Kraj leži v pokrajini Bretaniji ob reki Erdre, 42 km severovzhodno od Nantesa.

## Uprava
Občina Bonnœuvre skupaj s sosednjimi občinami Ancenis, Anetz, Belligné, La Chapelle-Saint-Sauveur, Couffé, Le Fresne-sur-Loire, Maumusson, Mésanger, Montrelais, Oudon, Pannecé, Le Pin, Pouillé-les-Côteaux, La Roche-Blanche, La Rouxière, Saint-Géréon, Saint-Herblon, Saint-Mars-la-Jaille, Saint-Sulpice-des-Landes, Varades in Vritz sestavlja kanton Ancenis; slednji se nahaja v okrožju Ancenis.

## Zanimivosti
- temelji priorstva iz 12. do 15. stoletja, leta 1668 postavljena nova zgradba, obnovljena in razširjena v 19. stoletju,
- dvorec la Cheze iz 15. stoletja,
- most na reki Erdre iz leta 1748,
- vodni mlin iz leta 1820, v bližini ribiški rezervat,
- cerkev sv. Martina iz leta 1863,
- spomenik padlim v prvi svetovni vojni.